# Meteorium fuscescens
Meteorium fuscescens là một loài Rêu trong họ Meteoriaceae. Loài này được (Hook.) Bosch & Sande Lac. mô tả khoa học đầu tiên năm 1864.